# Шалом Тіква
Шалом Тіква (івр. שלום תקווה; нар. 8 травня 1965, Нетанья, Ізраїль) — ізраїльський футболіст та тренер, виступав на позиції атакувального півзахисника.

## Життєпис
Народився в Нетаньї старшим з чотирьох дітей Еліягу та Хавіви Тікви, які іммігрували з Іраку в рамках операції «Езра і Нехемія» в 1950-х роках. Футбольну кар'єру розпочав у «Маккабі» з Нетаньї, перш ніж переїхати грати в Європу 1988 року. Найбільшого в Європі з досяг успіху бельгійською командою «Стандард» (Льєж), завдяки своєму таланту у 1991 році підписав контракт із «Лансом» з французької Прем’єр-ліги. Сезон по тому повернувся до Бельгії, де підписав контракт з командою «Боом», але після того, як команда вилетіла до нижчого бельгійського дивізіону наприкінці сезону, Тіква повернувся до Ізраїлю та відіграв ще один сезон у «Маккабі» з Нетанії. Після цього переїхав до Швейцарії й підписав контракт з командою «Ксамакс», але так і не грав у команді через травму. У 1995 році повернувся до Бельгії та відіграв ще один сезон у «Стандарді», але знову отримав травму, через що пропустив багато матчів.
Після повернення до Ізраїлю в січні 1996 року підписав контракт з «Хапоелем» (Тель-Авів). Дебютував за команду в переможному (1:0) поєдинку 17-го туру чемпіонату сезону 1995/96 проти «Маккабі» (Герцлія). 16 березня 1996 року відзначився першими голами за нову команду, відзначився дублем у переможному (4:0) поєдинку на Блумфілді проти «Бейтара» (Єрусалим). У сезоні 1996/97 років знову отримав травму й пропустив тривалий період часу, але в сезоні 1997/98 років повернувся в команду і вивів її на вирішальний матч проти єрусалимського «Бейтара», за підсумками якого «Хапоель» посів друге місце. Наступного року виграв свій перший у кар'єрі трофей, відзначився голос у фінальному матчі проти єрусалимського «Бейтара», завдяки чому допоміг команді перевести матч у серію післяматчевих пенальті та, зрештою, здобути перемогу. Загалом провів з половиною роки у тель-авівському «Хапоелі», допоки не завершив кар'єру гравця по завершенні сезону 1999/2000, в якому команда оформила золотий дубль. У вище вказаному сезоні переважно виходив на заміну та відзначився шістьма голами у вирішальні моменти поєдинків, завдяки чому допоміг команді виграти чемпіонський титул. Зокрема, в останньому сезоні кар'єри вперше виграв чемпіонат, а в останньому матчі в кар'єрі виграв (разом з капітаном Шимоном Гершоном) й національний кубок, після чергової перемоги у фіналі над єрусалимським «Бейтаром».
Шалом — ровесник Елі Охани та Роні Розенталя, разом з яким грав у збірній Ізраїлю. У цей період він вважався одним із найкращих гравців в Ізраїлі та був відомий своїми технічним талантом, інтелектом у грі та точною самовідданістю. 4 травня 1986 року дебютував у національній збірній, у товариському матчі проти збірної Аргентини. 8 квітня 1987 року відзначився першим голом у футболці національної збірної, у програному (2:3) поєдинку проти збірної Румунії. Залишався основним гравцем у кваліфікаційних матчах чемпіонату світу 1990 року та вийшов у стартовому складі команди у вирішальних матчах проти Колумбії. За ці роки провів 23 матчі у формі команди, в яких відзначився 6-ма голами. Востаннє у формі збірної виходив на поле 23 лютого 1994 року в товариському матчі проти збірної Грузії.

## По завершенні кар'єри
Тіква двічі працював помічником тренера в «Хапоелі» (Тель-Авів), вперше разом з Дрором Каштаном, у сезоні 2000/01 років, відразу після того, як він завершив кар’єру. Цей період був затьмарений конфліктом між Каштаном та Аві Тіквою, його молодшим братом, який тоді грав у команді. Тіква опікувався своїм молодшим братом, який отримував мало ігрового часу та брав участь у невеликій кількості матчів, що також спричинило конфлікт між тренером та його помічником, який закінчився відходом Шалома з команди. Другий термін став успішнішим, коли в сезоні 2004/05 років зробив внесок у те, щоб команда залишилася в Прем'єр-лізі разом із Єгошуа Файгенбаумом, який у тому сезоні був тренером. Незважаючи на протести вболівальників, керівництво вирішило розірвати контракт з Тіквою та Фейгенбаумом після закінчення сезону.
У середині першого десятиліття XXI століття почав займатися нерухомістю разом зі своїм братом Аві Тіква.

## Досягнення
«Маккабі» (Нетанья)
- Чемпіонат Ізраїлю
  -  Срібний призер (1): 1987/88

- Кубок Тото
  -  Фіналіст (1): 1986/87

«Стандард» (Льєж)
- Кубок Бельгії
  -  Фіналіст (1): 1988/89

«Хапоель» (Тель-Авів)
- Чемпіонат Ізраїлю
  -  Чемпіон (1): 1999/2000
  -  Срібний призер (1): 1997/98

- Кубок Ізраїлю
  -  Володар (2): 1998/99, 1999/2000

- Член Зали слави ізраїльського футболу